# Luca Marin
Pour les articles homonymes, voir Marin.
Luca Marin, né le 9 avril 1986 à Vittoria, en Sicile (province de Raguse), est un nageur italien, dont la spécialité est le 400 m 4 nages. Il mesure 1,86 m et est licencié à Vérone.

## Biographie
En 2003, il est vice-champion d'Europe juniors sur 200 m dos et 400 m 4 nages.
Ancien compagnon de la nageuse Laure Manaudou, c'est pour le suivre que la championne partira s'entraîner en Italie.

## Palmarès

### Jeux olympiques d'été
- 9e sur 400 mètres 4 nages aux Jeux olympiques de 2004 de Athènes
- 5e sur la même distance aux Jeux olympiques de 2008 à Pékin

### Championnats du monde de natation

#### Championnats du monde de natation grand bassin
- Championnats du monde 2007 à Melbourne
  -  Médaille de bronze du 400 mètres 4 nages
- Championnats du monde 2005 à Montréal
  -  Médaille d'argent du 400 mètres 4 nages

#### Championnats du monde de natation petit bassin
- Championnats du monde 2006 à Shanghai
  -  Médaille d'argent du 400 mètres 4 nages

### Championnats d'Europe de natation

#### Championnats d'Europe grand bassin
- Championnats d'Europe de natation 2006 à Budapest
  -  Médaille d'argent du 400 mètres 4 nages
- Championnats d'Europe de natation 2004 à Madrid
  -  Médaille d'argent du 400 mètres 4 nages

#### Championnats d'Europe petit bassin
- Championnats d'Europe de natation 2007 en petit bassin à Debrecen
  -  Médaille d'argent du 400 mètres 4 nages
- Championnats d'Europe de natation 2006 en petit bassin à Helsinki
  -  Médaille d'or du 400 mètres 4 nages
- Championnats d'Europe de natation 2005 en petit bassin à Trieste
  -  Médaille d'argent du 400 mètres 4 nages
- Championnats d'Europe de natation 2004 en petit bassin à Vienne
  -  Médaille d'argent du 400 mètres 4 nages